# 大津市身体障害者リンチ致死事件
大津市身体障害者リンチ致死事件（おおつししんたいしょうがいしゃリンチちしじけん）とは、2001年（平成13年）3月31日、滋賀県大津市にある小学校の給食室の裏庭で、身体に障害がある少年X（当時16歳）が2人の少年、A（当時15歳）とB（当時17歳）からの執拗な暴行によって死亡した事件である。

## 概要

### 被害者について
被害者Xは生前、大津市立皇子山中学校に在学していたが、同校の3年生であった1999年（平成11年）8月、盗難したオートバイに無免許で乗車中に、自動車との接触による交通事故に遭い、右脳に障害を負う脳挫傷で重体になる。搬送先の病院で生死の境をさまよいつつも一命を取り留めた。
その後は左半身不随状態であったが、リハビリテーションで歩行できるようになるまで回復するに至った。中学を卒業した被害者は、2000年に引き続きリハビリテーションをしながら、当初は定時制高等学校の夜間部に通学していたが、同校昼間部への編入試験を受験し、2001年3月27日に合格した。この時、被害者は16歳であった。

### 事件の発生
2001年3月31日、被害者の編入試験合格を快く思っていなかった定時制高校に通う2人の少年A（当時15）とB（同17）が「合格のお祝いにカラオケに連れて行ってやる」と被害者を呼び出した。被害者は「友達が初めてのアルバイトの給料で、僕の合格祝いをしてくれる」と喜んで母に伝えた。
待ち合わせ場所の小学校では、2人の少年ならびにそれを取り囲む別の少年3人が待ち伏せていた。少年らは被害者とは別の中学校出身で、共通の友達がいるという程度の関係にあった。少年らは被害者に「なぜ全日制に行くのか? 定時制にいろよ」「障害者のくせに生意気だ」と、被害者を同小学校の裏庭にある給食室の搬入口に連れて行き、被害者に対して執拗な暴力を始める。
被害者に対し、顔への平手打ち・殴打や足・腹への蹴りを入れるなどし、被害者はあごが外れ、顔面も腫れるなどして意識不明になる。さらに、抵抗できない被害者を別の場所に移して、プロレスのバックドロップで頭からコンクリートに叩きつけた。さらに、「こいつは障害者だからすぐに狸寝入りをする。プールに放り込んで目覚めさせよう」と被害者に対し水をかけた。立ち会った少年らは「このままでは（被害者が）死んでしまう」と考えて救急車を呼ぼうとするが、主犯格の2人は「そんなことしたらパクられるだろうが」と怒鳴り、被害者を物陰に隠して、少年らはパチンコ屋に行ったという。
また、この小学校の近くに住む老人が、自宅の2階から暴行の様子を見ていたが、老人はそのまま買い物に出かけて警察への通報はしていなかった。

### 被害者の死
Aは「俺たちで被害者をぼこぼこにした。小便たれて泡吹いて気絶してる」と自慢して回っていた。それを聞いた被害者の友人が現場の小学校に駆けつけ、意識不明となった被害者を見つけ、被害者の母に電話した。被害者は大津市民病院に搬送され、開頭手術をするものの、暴行によって頭部が腫れ上がり、内出血が激しい状態であった。執刀医から「助かる見込みは1%もない」と告げられる。被害者の母が待合室にいたAに暴力の理由について問うと、Aは「むかついていた」という。
事件から約1週間が経過した4月6日、急性硬膜下血腫により死亡した。

## 少年審判
しかし、この事件は少年法の改正がなされた前日（新法律は同年4月1日施行）だったため、5人は逮捕され大津家庭裁判所は主犯格の2人を刑事裁判にかけることなく少年審判により、初等少年院送致の保護処分を決定。その他の3人は処分なしで釈放された。

## その後
2001年8月、被害者の母親は主犯格の2人とその保護者に対し、9500万円（後に1億円）の損害賠償を求めて提訴した。そして2003年6月に少年院を退院した2人が和解協議に参加し、被害者遺族に「一生かけて償う」と述べて謝罪。同7月3日、6000万円の賠償を支払うことで和解した。
さらに2004年、被害者の母は立ち会った少年3人とその家族らに対して3000万円の損害賠償を求めて提訴したが、2006年5月、この訴えは棄却された。大津地方裁判所は「3人は見張り役だったことを否定し、死亡予見性はなく、通報の義務もない」とした。3人は出廷した尋問において「死ぬとは思わなかった。自分が止めたら何かされると思った」と証言。大津地裁の裁判長は「3人は暴行を直接加えておらず、助長したこともない。制止する法的義務はない」とした。
更に12月、大阪高等裁判所で控訴審が行われたが「死の可能性は予想できたが、法的な責任は問えない」として控訴を棄却。更に2008年2月、最高裁判所に上告を行うが、救護義務があったとは言いがたいとして上告は棄却された。
2011年に起きた大津いじめ自殺事件での被害者生徒も、本事件の被害の母校である市立皇子山中学校に通学していた。これを受けて本事件の被害者の母は、2012年8月29日から9月2日にかけて大津市内の「大津百町館」で、いじめが原因で自殺したり暴行で死亡したりした生徒約20人についての写真展示会を開催し、命の大切さを訴えた。このパネル展「ジェントルハートメッセージ」は、いじめで子供を失った親たちでつくるNPO法人「ジェントルハートプロジェクト」が不定期に全国で開催しているもので、8月29日は被害者の誕生日でもある。